# Essener Philharmoniker
Essener Philharmoniker ist der Name des im Jahr 1899 gegründeten städtischen Orchesters der Stadt Essen und eine eigene Sparte der Theater und Philharmonie Essen GmbH (TUP). Generalmusikdirektor ist seit 2023 Andrea Sanguineti, Intendant war seit der Spielzeit 2013/14 Hein Mulders. Ab der Spielzeit 2022/2023 wurde die promovierte Musikwissenschaftlerin Merle Fahrholz in Personalunion Intendantin für die Philharmoniker und das Aalto-Musiktheater.
1904 weihte Richard Strauss den neuen Konzertsaal mit seiner Sinfonia domestica ein; 1905 leitete Felix Mottl die Uraufführung von Max Regers Sinfonietta; im Jahr darauf hob Gustav Mahler mit dem Orchester seine 6. Sinfonie aus der Taufe; eine weitere, vom Komponisten persönlich dirigierte Reger-Uraufführung folgte 1913 mit dessen „Böcklin-Suite“.
Mit der Eröffnung des renovierten Saalbaus Essen im Juni 2004 wurde dem städtischen Klangkörper seine ursprüngliche Auftrittsstätte wiedergegeben.

## Konzertprogramm
Neben den regelmäßigen Operndiensten im Aalto-Theater spielen die Essener Philharmoniker mehr als 30 Konzerte pro Saison: Sinfoniekonzerte, Kinder- und Jugend- sowie Sonderkonzerte. Ferner gestalten die Musiker eine eigene Kammerkonzertreihe im Foyer des Aalto-Theaters und im RWE Pavillon der Philharmonie Essen. Bei der KlassikLounge im Grillo-Theater treffen sich Musiker der Essener Philharmoniker mit Gästen zu ungewöhnlichen Live-Acts. Fortgesetzt wird zudem die Reihe „Mit Götz Alsmann ins Konzert“.

## Auszeichnungen
In den Jahren 2003 und 2008 wurden die Essener Philharmoniker im Rahmen der internationalen Kritikerumfrage der Zeitschrift Opernwelt zum „Orchester des Jahres“ gekürt, im April 2004 wurde ihnen der Große Kulturpreis der Sparkassen-Kulturstiftung Rheinland verliehen. Im Rahmen der dann doch nicht realisierten Exzellenzförderung durch das Land Nordrhein-Westfalen waren die Essener Philharmoniker der Favorit, zur Staatsphilharmonie des Landes zu werden.
2019 wurde die Theater und Philharmonie Essen (TUP) von der Zeitschrift concerti für den „Publikumspreis 2019“ nominiert.

## Chefdirigenten
- 1871–1911 Georg Hendrik Witte
- 1911–1916 Hermann Abendroth
- 1916–1933 Max Fiedler
- 1933–1936 Johannes Schüler
- 1936–1944 Albert Bittner
- 1944–1975 Gustav König
- 1975–1991 Heinz Wallberg
- 1991–1997 Wolf-Dieter Hauschild
- 1997–2013 Stefan Soltész
- 2013–2023 Tomáš Netopil
- seit 2023 Andrea Sanguineti (Generalmusikdirektor)

## Berühmte Gäste

### Dirigenten
Otto Klemperer, Rudolf Kempe, Hans Knappertsbusch, Bernard Haitink, Günter Wand, Sir Yehudi Menuhin, Krzysztof Penderecki sowie aus den letzten Jahren u. a. Sir Roger Norrington, Thomas Hengelbrock, Marc Minkowski, Gerd Albrecht, Philippe Herreweghe, Henrik Nánási, Jun Märkl, Reinhard Goebel, Kirill Karabits, Constantin Trinks, Hans Graf, Christian Curnyn und Ivor Bolton. In der Spielzeit 2020/21 dirigierten Richard Egarr, Jonathan Stockhammer, Jun Märkl, Friedrich Haider und Julian Rachlin.

### Solisten
Deirdre Angenent, Tzimon Barto, Boris Berezovsky, Rudolf Buchbinder, Gautier Capuçon, Angela Denoke, Julia Fischer, Boris Giltburg, Christiane Karg, das Collegium Vocale Gent, Alexander Krichel, Sabine Meyer, Gerhard Oppitz, Fazil Say, Alice Sara Ott, Alina Pogostkina und Frank Peter Zimmermann.
In der Spielzeit 2020/21 waren im Rahmen der Sinfoniekonzerte Daniel Hope, Kristian Bezuidenhout, Alexej Gerassimez, Nicholas Angelich, Lukás Vondrácek, Jean Rondeau und Julian Rachlin zu Gast bei den Essener Philharmonikern.

## Gastspiele
Die Essener Philharmoniker gastierten im Rahmen des Henze-Projekts der RUHR.2010 – Kulturhauptstadt Europas in Gütersloh, der Geburtsstadt des Komponisten. Darüber hinaus war das Orchester in der Semperoper bei den Dresdner Musikfestspielen, beim Penderecki-Festival in Zabrze und Krakau sowie mehrfach beim Richard-Strauss-Festival in Garmisch-Partenkirchen zu Gast. In der Spielzeit 2019/2020 traten die Essener Philharmoniker zum wiederholten Male im Concertgebouw Amsterdam und beim Internationalen Dvořák-Festival im Prager Rudolfinum sowie erstmals in der Frauenkirche Dresden auf.

## Diskografie (Auswahl)
- Ludwig van Beethoven: Pastoral Symphony, Egmont, 1963
- Ludwig van Beethoven: Beethovens Neunte, EMI Electrola, 1988
- Johannes Brahms: Klavierkonzert Nr. 2, Thorofon, 1996
- Appassionatamente plus Lulu-Suite, Cybele, 2010
- Christian Jost: Violinkonzert "TiefenRausch", 2012
- Bohuslav Martinů: Ariane, Supraphon, 2016
- Josef Suk - Asrael, Oehms Classic, 2017
- Gustav Mahler: Symphony No. 9, Oehms Classic, 2018
- Giacomo Meyerbeer: Le Prophète, Oehms Classic, 2018
- Marschner: Hans Heiling, Oehms Classic, 2019
- Carl Maria von Weber: Der Freischütz, Oehms Classic, 2020
- Gustav Mahler: Symphony No. 6 in A Minor "Tragic", Oehms Classic, 2020